# Quintus Servilius Ahala
Quintus Servilius Ahala est un homme politique de la République romaine.

## Famille
Quintus Servilius appartenait à une noble famille patricienne, l'une des six familles aristocratiques qui se sont installées à Rome depuis Albe la Longue. Les Servilius Ahala sont mentionnés dans les fastes capitolins, depuis 478 av. J.-C.; plus tard, leurs descendants prennent le nom de Servilii Cæpiones.
On sait que le père et le grand-père de Quintus Servilius portaient le même nom, Quintus.

## Biographie
Quintus Servilius est mentionné pour la première fois dans les sources en relation avec les événements de 365 av. J.-C., lorsqu'il a obtenu le poste de consul. Comme les lois licinio-sextiennes venaient d'être adoptées, qui permettaient aux représentants de la plèbe d'accéder à la plus haute magistrature, le collègue d'Ahala était le plébéien Lucius Genucius d'Aventinus. Cette année, selon les registres, « il n'y eut ni conflit ni guerre »; le seul événement majeur fut une peste qui coûta la vie à un certain nombre de magistrats, ainsi qu'à Marcus Furius Camillus. En 362 av. J.-C., Quintus Servilius devient à nouveau consul, et à nouveau avec Lucius Genucius Aventinensis. Ce dernier mourut lors de la guerre romano-hernique, au cours de laquelle le commandement lui fut attribué par tirage au sort, de sorte qu'Ahala dut nommer Appius Claudius Crassus Inregillensis comme dictateur.
En 360 av. J.-C., lorsque les Gaulois vinrent au secours des Tiburtins, alors ennemis de Rome, Quintus Servilius fut nommé dictateur pour commander cette guerre ; le chef de la cavalerie sous ses ordres était Titus Quinctius Pennus Capitolinus Crispinus. Ahala vainquit les Gaulois à la porte de Collin, commettant un « massacre brutal », mais perdit ensuite, selon Tite-Live, toute gloire face au consul Gaius Petelius, qui poursuivit les fugitifs et qui, en conséquence, a reçu un triomphe.
En 355 av. J.-C., Quintus Servilius était interroi — le premier et septième de huit des interroi restaient en fonction pendant 5 jours et le prochain interroi était choisi à la fin de ce mandat. Quintus Servilius fut ainsi choisi deux fois), se succédant l'un à l'autre. Quatre ans plus tard, il devient chef de la cavalerie sous un dictateur nommé par le Sénat pour écarter les plébéiens des fonctions consulaires. Ce stratagème a échoué : l'un des consuls de 350 av. J.-C., Marcus Popillius Laenas était un plébéien.
La dernière fois que les sources mentionnent Quintus Servilius, c'est en rapport avec son troisième consulat (342 av. J.-C.). Cette fois, le collègue de Quintus Servilius était le plébéien Gaius Martius Rutilius,. Ce dernier fait la guerre en Campanie, tandis que Servilius reste à Rome [16]. Lorsqu'une partie de l'armée de Gaius Martius se rebelle, un dictateur est nommé - Marcus Valerius Corvus.

### Antiques
- Tite-Live, Histoire romaine, livres VI à X: La Conquête de l'Italie, Paris, Flammarion, 1996, 518 p. (ISBN 9782080709509)
- (la) Inconnu, Fastes capitolins (sur attalus.org, lire en ligne)

### Études
- (en) Thomas Broughton, The Magistrates of the Roman Republic, New-York, American Philological Association, 1951, p. 114-137.
- (en) Joseph Geiger, « The Last Servilii Caepiones of the Republic », Ancient Society, vol. IV,‎ 1973, p. 143-156.
- [paulys] (de) Friedrich Münzer, Paulys Realencyclopädie der classischen Altertumswissenschaft, vol. II A,2, coll. « 1768 », 1942, « Servilii Achalae ».
- (de) Friedrich Münzer, Paulys Realencyclopädie der classischen Altertumswissenschaft, vol. II А, 2,‎ 1942, « Servilius 35 », p. 1772—1773.